# One Piece: Grand Battle 3
One Piece: Grand Battle 3 (ONE PIECE グランドバトル 3?, Wan Pīsu: Gurando Batoru! Surī), è un videogioco picchiaduro pubblicato da Bandai e sviluppato da Ganbarion per PlayStation 2 e Nintendo GameCube, basato sul manga e anime One Piece. Il gioco non è stato distribuito al di fuori del Giappone.

## Modalità di gioco
Il gameplay è quello di un picchiaduro. I personaggi sono in versione 3D super deformed come il gioco precedente ma, a differenza di quest'ultimo, anche le ambientazioni sono in 3D. Ognuno dei sedici personaggi ha la possibilità di utilizzare due mosse speciali e di usare oggetti, inoltre alcuni hanno dei personaggi di supporto.

## Personaggi utilizzabili
Nel gioco sono presenti 16 personaggi utilizzabili:
- Monkey D. Rufy
- Roronoa Zoro
- Nami
- Usop
- Sanji
- TonyTony Chopper
- Nico Robin
- Smoker
- Hina
- Mr. 2 Von Clay
- Crocodile
- Portuguese D. Ace
- Wiper
- Ohm
- Ener
- Shanks

## Accoglienza
Al momento dell'uscita, i quattro recensori della rivista Famitsū hanno dato un punteggio di 27/40 ad entrambe le versioni.